# 皮瑟勒欧贝热
皮瑟勒欧贝热（法語：Puiseux-le-Hauberger，法語發音：[pɥizø lə obɛʁʒe]）是法国瓦兹省的一个市镇，属于桑利斯区。

## 地理
皮瑟勒欧贝热（49°12'57"N, 2°14'13"E）面积5.36 平方千米，位于法国上法蘭西大區瓦兹省，该省份为法国北部内陆省份，北起索姆省，西接厄尔省和滨海塞纳省，南至塞纳-马恩省和瓦兹河谷省，东临埃纳省。
与皮瑟勒欧贝热接壤的市镇（或旧市镇、城区）包括：迪约多内、泰勒地区弗雷努瓦、泰勒地区讷伊、博尔内勒。

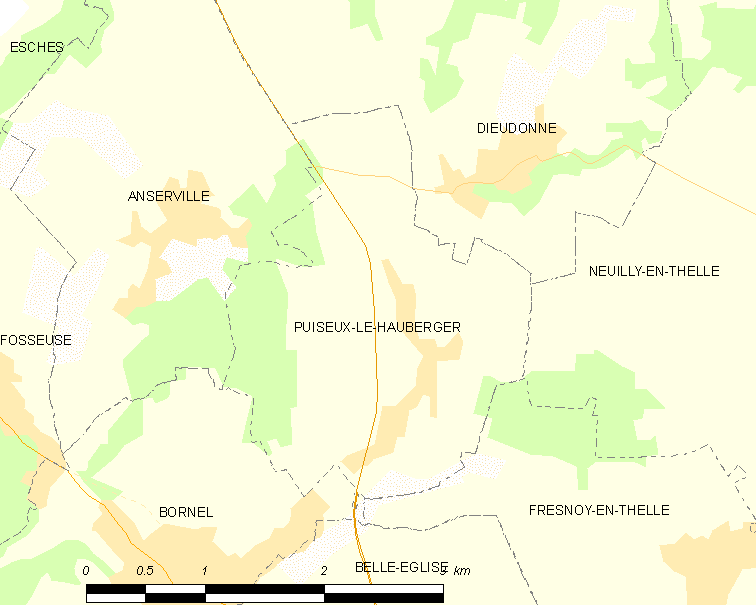
皮瑟勒欧贝热的OSM定位图

皮瑟勒欧贝热的时区为UTC+01:00、UTC+02:00（夏令时）。

## 行政
皮瑟勒欧贝热的邮政编码为60540，INSEE市镇编码为60517。

## 政治
皮瑟勒欧贝热所属的省级选区为梅吕县。

## 人口

1962-2008年间皮瑟勒欧贝热人口变化图示

皮瑟勒欧贝热于2022年1月1日时的人口数量为859人。